# Hyperlopha bigoti
Hyperlopha bigoti är en fjärilsart som beskrevs av Emilio Berio 1971. Hyperlopha bigoti ingår i släktet Hyperlopha och familjen nattflyn. Inga underarter finns listade i Catalogue of Life.